# Bilicze (rejon kowelski)
Bilicze (ukr. Бі́личі, Biłyczi) – wieś na Ukrainie, w obwodzie wołyńskim, w rejonie kowelskim. W 2001 roku liczyła 246 mieszkańców.
Do 2020 w rejonie lubomelskim.